# Levent
Levent ist ein männlicher Vorname.

## Bedeutung
Der Name Levent bedeutet im Türkischen „stattliche, ansehnliche Person“. Historisch bezeichnet Levent die Marinesoldaten der osmanischen Marine.

## Herkunft
Im Jahre 550 v. Chr. im antiken Griechenland gab es Sagen und Mythen über einen Unbesiegbaren, bösartigen Herrscher namens Levent, der laut der Sage allein ein Heer von 3000 Mann mit seiner Magie und Kraft bezwang. Später, um 480–350 v. Chr., wurden in der Antike in Griechenland die besten Krieger Leventis (griechisch: Λεβέντης) genannt. Um ca. 455 v. Chr. schrieb Herodot: „Die Leventis’ Krieger sind sehr gut ausgebildete und erfahrene Krieger, sie sind für das Heer unentbehrlich...“
Heute gibt es den Namen Levent in verschiedenen Varianten. Im Griechischen kommt er als Leventis (Λεβέντης) vor.

## Namensträger

### Vorname
- Levent Aktoprak (* 1959), deutscher Schriftsteller und Journalist
- Levent Ayçiçek (* 1994), deutscher Fußballspieler
- Levent Demiray (* 1979), türkischer Fußballspieler
- Levent Devrim (* 1969), türkischer Fußballspieler und -trainer
- Levent Eriş (* 1962), türkischer Fußballspieler und -trainer
- Levent Erköse (* 1959), türkischer Fußballspieler
- Levent Faki, deutscher DJ und Produzent
- Levent Gülen (* 1994), schweizerisch-türkischer Fußballspieler
- Levent Kartop (* 1979), türkischer Fußballspieler
- Levent Mercan (* 2000), deutscher Fußballspieler
- Levent Özdil (* 1976), deutscher Schauspieler
- Levent Tuncat (* 1988), türkischstämmiger deutscher Taekwondo-Athlet
- Levent Yüksel (* 1964), türkischer Popmusiker

### Familienname
- Alain Levent (1934–2008), französischer Kameramann und Regisseur
- Haluk Levent (* 1968), türkischer Rockmusiker
- Tamer Levent (* 1950), türkischer Schauspieler, Regisseur, Schriftsteller und Intendant